# Assassinato de Sikhosiphi Rhadebe
Sikhosiphi "Bazooka" Rhadebe foi o presidente do Comité de Amadiba Crisis (ACC), uma organização que faz campanha contra a mineração em Xolobeni na Pondoland região do Cabo Oriental província de África do Sul.

## Morte e consequências
Ele foi assassinado no dia 22 de março de 2016 O assassinato foi relatado internacionalmente e continua a ser discutido na mídia sul-africana.
A Mineral Commodities Limited (MRC) de Perth, uma empresa de mineração que planeia minar a área, negou qualquer ligação com o assassinato.
Não houve nenhuma prisão que tivesse uma ligação com o assassinato. Foi alegado que a polícia sabotou a investigação.